# Huitième circonscription législative d'Estonie

Localisation de la circonscription

La Huitième circonscription législative d'Estonie est une circonscription électorale estonienne. Cette circonscription se compose de deux Maakonnad : Région de Järva, Région de Viljandi. Elle est représentée par 8 sièges au Riigikogu.

## Résultats

### Années 2020

#### 2023
| Parti                  | Parti                                         | Voix   | %     | +/-  | Sièges | +/-           | A.S.c. |
| ---------------------- | --------------------------------------------- | ------ | ----- | ---- | ------ | ------------- | ------ |
|                        | Parti de la réforme d'Estonie (ERE)           | 10 933 | 27,82 | 1,71 | 2      | en stagnation | -      |
|                        | Parti populaire conservateur d'Estonie (EKRE) | 9 153  | 23,29 | 0,89 | 1      | en stagnation | -      |
|                        | Parti social-démocrate (SDE)                  | 5 084  | 12,94 | 0,44 | 1      | en stagnation | +1     |
|                        | Isamaa (IE)                                   | 4 673  | 11,89 | 4,60 | 1      | en stagnation | -      |
|                        | Estonie 200 (E200)                            | 4 195  | 10,67 | 7,84 | 0      | en stagnation | -      |
|                        | Parti du centre d'Estonie (EKE)               | 4 021  | 10,23 | 6,47 | 0      | 1             | +1     |
|                        | La Droite (P)                                 | 806    | 2,05  | Nv.  | 0      | en stagnation | -      |
|                        | Parti vert estonien (EER)                     | 308    | 0,78  | 0,23 | 0      | en stagnation | -      |
|                        | Indépendant                                   | 124    | 0,31  | -    | 0      | en stagnation |        |
|                        |                                               |        |       |      |        |               |        |
| Votes valides          | Votes valides                                 | 39 297 | 99,38 |      |        |               |        |
| Votes invalides        | Votes invalides                               | 247    | 0,62  |      |        |               |        |
| Total                  | Total                                         | 39 544 | 100   | -    | 5      | 1             | 2      |
| Abstentions            | Abstentions                                   | 24 642 | 38,39 |      |        |               |        |
| Inscrits/Participation | Inscrits/Participation                        | 64 186 | 61,61 |      |        |               |        |

| Parti | Parti | Députés                             |
| ----- | ----- | ----------------------------------- |
|       | ERE   | - Jürgen Ligi - Pipi-Liis Siemann   |
|       | EKRE  | - Jaak Madison                      |
|       | SDE   | - Helmen Kütt - Lauri Läänemets (C) |
|       | IE    | - Helir-Valdor Seeder               |
|       | EKE   | - Jaak Aab (C)                      |

### Années 2010

#### 2019
| Parti                  | Parti                                         | Voix   | %     | +/-   | Sièges | +/-           | A.S.c. |
| ---------------------- | --------------------------------------------- | ------ | ----- | ----- | ------ | ------------- | ------ |
|                        | Parti de la réforme d'Estonie (ERE)           | 9 777  | 26,11 | 1,60  | 2      | en stagnation | -      |
|                        | Parti populaire conservateur d'Estonie (EKRE) | 8 389  | 22,40 | 14,49 | 1      | 1             | -      |
|                        | Parti du centre d'Estonie (EKE)               | 6 253  | 16,70 | 0,84  | 1      | en stagnation | +1     |
|                        | Isamaa (IE)                                   | 6 176  | 16,49 | 1,18  | 1      | en stagnation | -      |
|                        | Parti social-démocrate (SDE)                  | 4 682  | 12,50 | 10,54 | 1      | en stagnation | -      |
|                        | Estonie 200 (E200)                            | 1 060  | 2,83  | Nv.   | 0      | en stagnation |        |
|                        | Parti vert estonien (EER)                     | 377    | 1,01  | 0,54  | 0      | en stagnation |        |
|                        | Parti de la biodiversité (EE)                 | 350    | 0,93  | Nv.   | 0      | en stagnation |        |
|                        | Parti libre d'Estonie (EVA)                   | 281    | 0,75  | 5,38  | 0      | en stagnation |        |
|                        | Parti de la gauche unie d'Estonie (EÜVP)      | 13     | 0,03  | 0,01  | 0      | en stagnation |        |
|                        | Indépendant                                   | 90     | 0,24  | -     | 0      | en stagnation |        |
|                        |                                               |        |       |       |        |               |        |
| Votes valides          | Votes valides                                 | 37 448 | 99,32 |       |        |               |        |
| Votes invalides        | Votes invalides                               | 256    | 0,68  |       |        |               |        |
| Total                  | Total                                         | 37 704 | 100   | -     | 6      | 1             | 1      |
| Abstentions            | Abstentions                                   | 23 953 | 38,85 |       |        |               |        |
| Inscrits/Participation | Inscrits/Participation                        | 61 657 | 61,15 |       |        |               |        |

| Parti | Parti | Députés                         |
| ----- | ----- | ------------------------------- |
|       | ERE   | - Jürgen Ligi - Yoko Alender    |
|       | EKRE  | - Jaak Madison                  |
|       | EKE   | - Jaak Aab - Kersti Sarapuu (C) |
|       | IE    | - Helir-Valdor Seeder           |
|       | SDE   | - Helmen Kütt                   |

#### 2015
| Parti                  | Parti                                         | Voix   | %     | +/-  | Sièges | +/-           | A.S.c. |
| ---------------------- | --------------------------------------------- | ------ | ----- | ---- | ------ | ------------- | ------ |
|                        | Parti de la réforme d'Estonie (ERE)           | 10 703 | 27,71 | 0,65 | 2      | en stagnation | -      |
|                        | Parti social-démocrate (SDE)                  | 8 898  | 23,04 | 4,33 | 1      | 1             | +1     |
|                        | Union Pro Patria et Res Publica (IRL)         | 6 824  | 17,67 | 5,29 | 1      | 1             | -      |
|                        | Parti du centre d'Estonie (EKE)               | 6 127  | 15,86 | 2,49 | 1      | en stagnation | +2     |
|                        | Parti populaire conservateur d'Estonie (EKRE) | 3 054  | 7,91  | 5,91 | 0      | en stagnation | +1     |
|                        | Parti libre d'Estonie (EVA)                   | 2 368  | 6,13  | Nv.  | 0      | en stagnation | -      |
|                        | Parti de l'unité nationale (RÜE)              | 205    | 0,53  | Nv.  | 0      | en stagnation | -      |
|                        | Parti vert estonien (EER)                     | 183    | 0,47  | 1,41 | 0      | en stagnation | -      |
|                        | Parti de l'indépendance estonienne (EIP)      | 67     | 0,17  | 0,06 | 0      | en stagnation | -      |
|                        | Parti de la gauche unie estonienne (EUV)      | 17     | 0,04  | Nv.  | 0      | en stagnation | -      |
|                        | Indépendant                                   | 176    | 0,46  | -    | 0      | en stagnation |        |
|                        |                                               |        |       |      |        |               |        |
| Votes valides          | Votes valides                                 | 38 622 | 99,20 |      |        |               |        |
| Votes invalides        | Votes invalides                               | 313    | 0,80  |      |        |               |        |
| Total                  | Total                                         | 38 935 | 100   | -    | 5      | 2             | 4      |
| Abstentions            | Abstentions                                   | 26 321 | 40,33 |      |        |               |        |
| Inscrits/Participation | Inscrits/Participation                        | 65 256 | 59,67 |      |        |               |        |

| Parti | Parti | Députés                                               |
| ----- | ----- | ----------------------------------------------------- |
|       | ERE   | - Jürgen Ligi - Johannes Kert                         |
|       | SDE   | - Helmen Kütt - Jaanus Marrandi (C)                   |
|       | IRL   | - Helir-Valdor Seeder                                 |
|       | EKE   | - Mailis Reps - Kersti Sarapuu (C) - Priit Toobal (C) |
|       | EKRE  | - Jaak Madison (C)                                    |

#### 2011
| Parti                  | Parti                                          | Voix   | %     | +/-   | Sièges | +/-           | A.S.c. |
| ---------------------- | ---------------------------------------------- | ------ | ----- | ----- | ------ | ------------- | ------ |
|                        | Parti social-démocrate (SDE)                   | 11 219 | 27,37 | 12,88 | 2      | 1             | -      |
|                        | Parti de la réforme d'Estonie (ERE)            | 11 094 | 27,06 | 0,76  | 2      | en stagnation | +2     |
|                        | Union Pro Patria et Res Publica (IRL)          | 9 413  | 22,96 | 4,58  | 2      | 1             | -      |
|                        | Parti du centre d'Estonie (KESK)               | 5 480  | 13,37 | 8,14  | 1      | en stagnation | +1     |
|                        | Union populaire estonienne (ERL)               | 819    | 2,00  | 8,60  | 0      | 1             | -      |
|                        | Les Verts (EER)                                | 772    | 1,88  | 5,02  | 0      | en stagnation | -      |
|                        | Parti des démocrates-chrétiens estoniens (EKD) | 150    | 0,37  | 0,98  | 0      | en stagnation | -      |
|                        | Parti de l'indépendance estonienne (EIP)       | 96     | 0,23  | 0,05  | 0      | en stagnation | -      |
|                        | Parti russe en Estonie (VEE)                   | 40     | 0,10  | 0,05  | 0      | en stagnation | -      |
|                        | Indépendants (3)                               | 1 910  | 4,66  | -     | 0      | en stagnation |        |
|                        |                                                |        |       |       |        |               |        |
| Votes valides          | Votes valides                                  | 40 993 | 99,20 |       |        |               |        |
| Votes invalides        | Votes invalides                                | 331    | 0,80  |       |        |               |        |
| Total                  | Total                                          | 41 324 | 100   | -     | 7      | 1             | 3      |
| Abstentions            | Abstentions                                    | 28 768 | 41,04 |       |        |               |        |
| Inscrits/Participation | Inscrits/Participation                         | 70 092 | 58,96 |       |        |               |        |

| Parti | Parti | Députés                                                     |
| ----- | ----- | ----------------------------------------------------------- |
|       | SDE   | - Sven Mikser - Helmen Kütt                                 |
|       | ERE   | - Kalle Jents - Jürgen Ligi - Peep Aru (C) - Tõnis Kõiv (C) |
|       | IRL   | - Kaia Iva - Helir-Valdor Seeder                            |
|       | EKE   | - Enn Eesmaa - Priit Toobal (C)                             |